# كاثرين فيكتور
كاثرين فيكتور (بالإنجليزية: Katherine Victor)‏ هي ممثلة أمريكية، ولدت في 18 أغسطس 1923، وتوفيت في 22 أكتوبر 2004 بسبب سكتة.

## وصلات خارجية
- كاثرين فيكتور على موقع IMDb (الإنجليزية)
- كاثرين فيكتور على موقع قاعدة بيانات الفيلم (الإنجليزية)